# Herbert Rubenbauer
Herbert Rubenbauer (* 5. April 1950 in Ebnath, Oberpfalz) war von 1994 bis 2008 Mitglied des Bayerischen Landtags für die CSU. Von 2008 bis 2014 war er Bürgermeister von Ebnath.
Er war Mitglied im Ausschuss für Ernährung, Landwirtschaft und Forsten sowie im Ausschuss für Bundes- und Europaangelegenheiten.

## Leben
Rubenbauer besuchte die Volksschule Ebnath und erreichte die Mittlere Reife am Otto-Hahn-Gymnasium Marktredwitz. Danach absolvierte er eine Ausbildung zum Bankkaufmann bei der Raiffeisenbank Steinwald, wo er zuletzt als Zweigstellenleiters tätig war.
Seit 1968 ist Rubenbauer Mitglied der CSU; er war acht Jahre lang Kreisvorsitzender der Jungen Union (JU), 17 Jahre CSU-Ortsvorsitzender in Ebnath und von 1991 bis 2005 CSU-Kreisvorsitzender im Landkreis Tirschenreuth. Seit 1972 war er Gemeinderat, seit 1978 Kreisrat, außerdem Bezirksschatzmeister der CSU Oberpfalz.
Rubenbauer ist römisch-katholisch und verheiratet. Er ist Mitglied in den Organisationen Kolpingwerk, Katholische Arbeitnehmer-Bewegung, DJK-Sportverband, Freiwillige Feuerwehr, Trachten- und Schützenverein, Bund Naturschutz in Bayern, Freundeskreis des Klosters Waldsassen und Freundeskreis Spätberufenenschule Fockenfeld.
| Personendaten    | Personendaten                  |
| ---------------- | ------------------------------ |
| NAME             | Rubenbauer, Herbert            |
| KURZBESCHREIBUNG | deutscher Politiker (CSU), MdL |
| GEBURTSDATUM     | 5. April 1950                  |
| GEBURTSORT       | Ebnath                         |